# Буден, Гастон
Гастон Буден (или Будин; фр. Gaston Beudin; 1860—1933, Роквер) — французский шашист, один из сильнейших игроков Франции в конце XIX — начале XX веков.

## Биография
С 1885 по 1900 годы Гастон Буден участвовал почти во всех крупных международных турнирах, проводившихся во Франции и являвшихся неофициальными чемпионатами мира своего времени. Наибольшего успеха добился в парижском турнире 1900 года, разделив 1-2 места с Исидором Вейсом, но уступив Вейсу первое место в дополнительном матче. Много играл по переписке. Активно сотрудничал со специальной шашечной прессой, где размещал свои аналитические работы. Был редактором выходившей в 1886 году в Амьене «Шашечной газеты». В 1900 году в качестве первого тома «Энциклопедии игр» вышел в свет учебник Будена «Игра в шашки», в дальнейшим выдержавший несколько переизданий. Особенно велика была известность Будена как шашечного композитора и проблемиста. Он составил до 2500 задач и этюдов, широко публиковавшихся как во Франции, так и в других странах.
Сильным шашистом был также брат Гастона Фернан Буден.

## Основные турнирные результаты
- 1885 Амьен — 7 место
- 1891 Париж — 9 место
- 1894 Париж — 10-11 места
- 1895 Париж — 6 место
- 1899 Амьен — 9 место
- 1900 Париж — 2 место (после дополнительного матча с И. Вейсом −2+0=0)
- 1910 чемпионат Парижа — 7 место